# Simone Lange
Simone Lange (født 24. oktober 1976 i Rudolstadt i Thüringen) er en tysk politiker (SPD).
Lange er født og opvokset i Thüringen. Efter studentereksamen i 1995 tog hun en diplomuddannelse i offentlig administration og arbejdede i årene 1999 til 2012 som administrationsmedarbejder hos kriminalpolitiet i Flensborg. I 2003 blev hun medlem af det tyske socialdemokrati og i 2012 blev hun valgt ind i landdagen i Slesvig-Holsten. I 2016 blev hun opstillet som fælles overborgermesterkandidat af SPD, CDU og De Grønne og vandt med 51,4 procent af stemmerne over flensborgeren Simon Faber fra SSW. Hun tiltrådte posten 1. januar 2017.
Simone Lange er skilt og har to døtre, der begge går i dansk skole.